# Lørenskog Ishall
Lørenskog Ishall er en skøjtebane ved Lørenskog, som blev åbnet den 12. marts 1988 som den 18. skøjtebane i Norge. Hallen er hjemsted for Lørenskog IK og internationale kampe spilles her. og har en publikumskapacitet på 2450 pladser. I 2007 blev der installeret en ny ishockeybane i hallen. Tilskuerrekorden er 2720, den 13. april 2012 mod Stavanger Oilers.